# Nielo

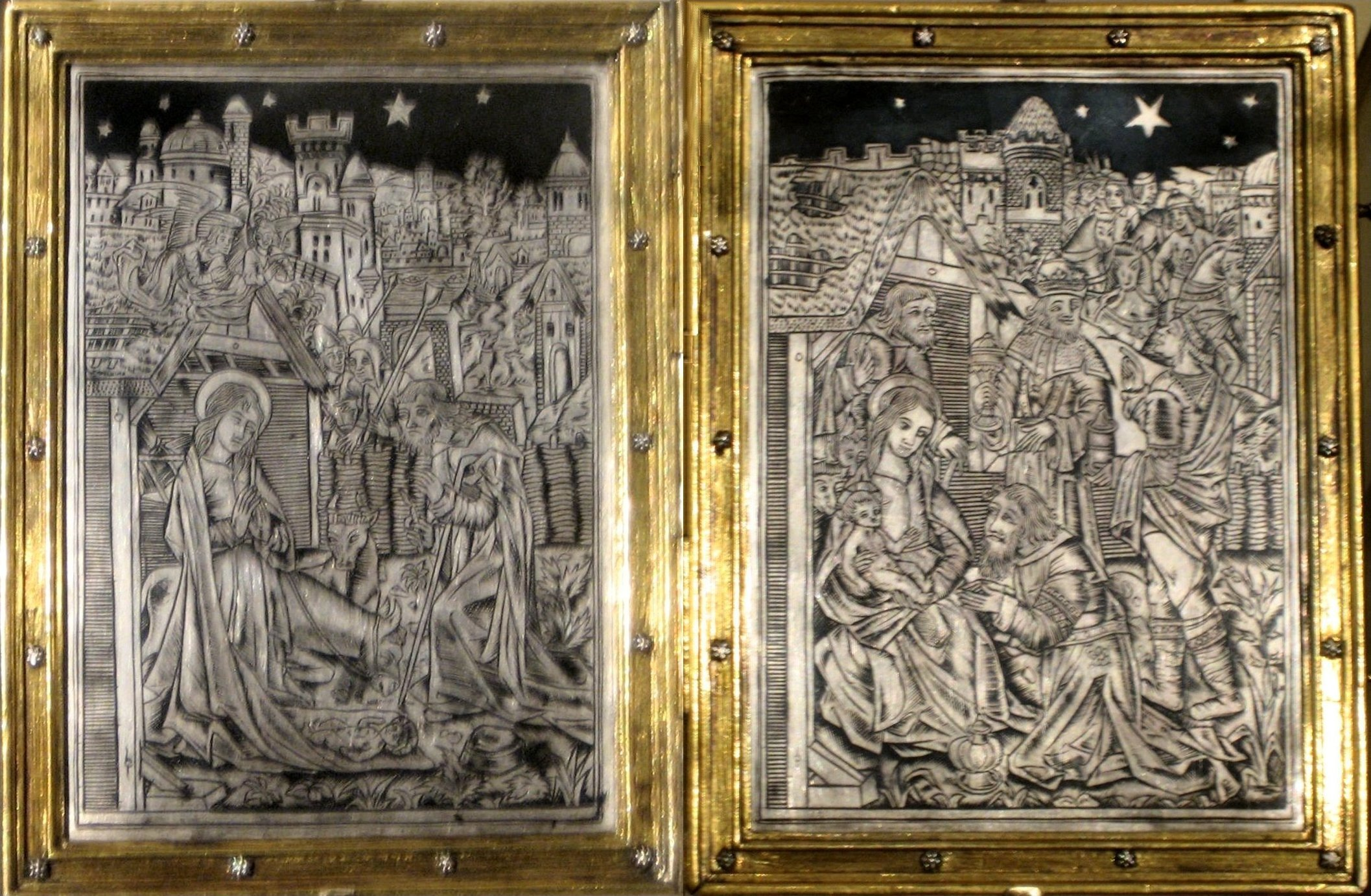
Díptico parisiense em prata e nielo, representando a Natividade e a Adoração. c.1500.

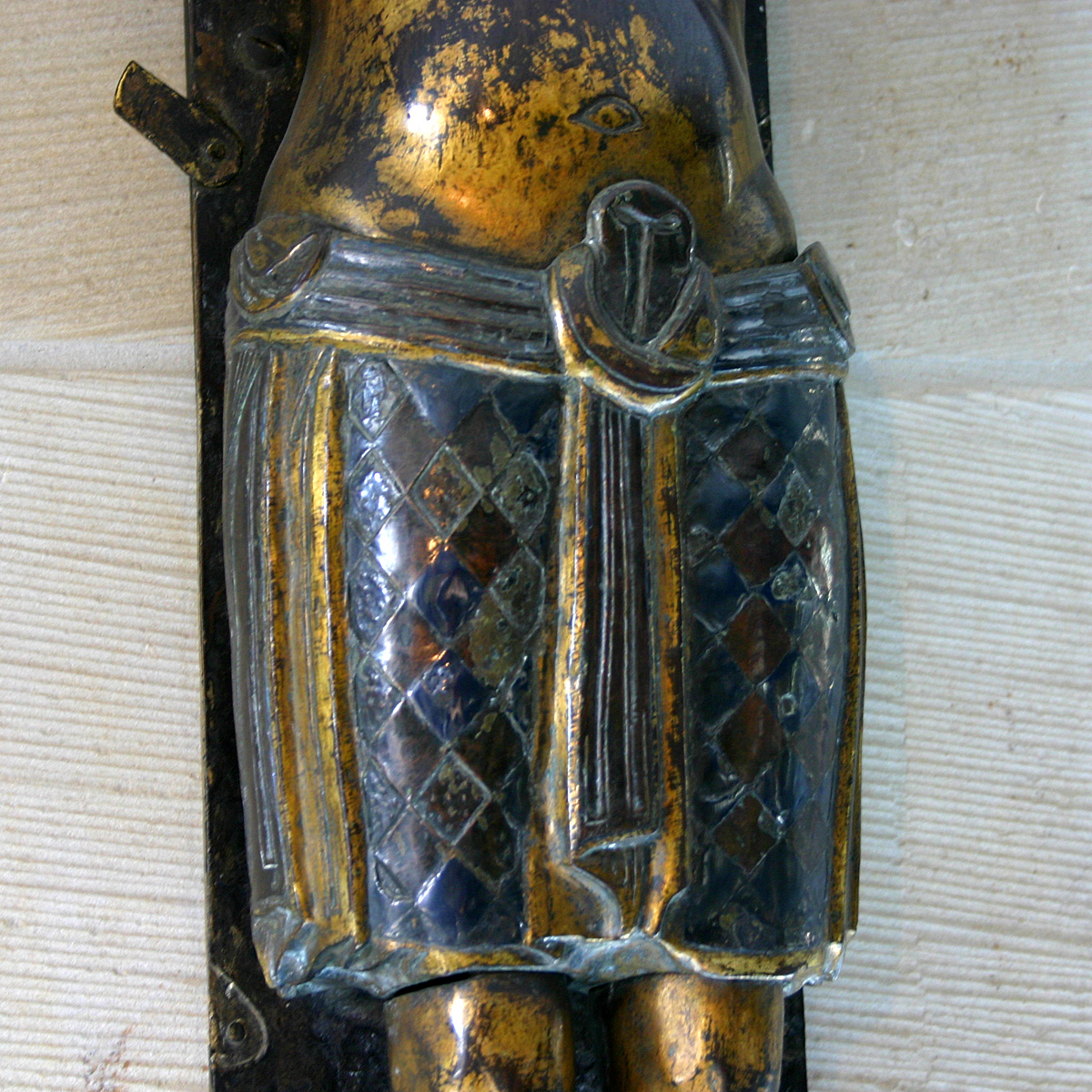
Nigelagem sobre Cristo na Cruz. Minden, Alemanha.

Nielo ou nigela é uma liga metálica de cor negra composta por enxofre, cobre, prata e por vezes chumbo, usada como preenchimento de linhas de contorno em peças de ourivesaria. Na superfície de metal são gravadas incisões com recurso a um buril, que são depois preenchidas com o nielo. À técnica dá-se o nome de nigelagem e ao artífice nigelador. O termo deriva do latim nigellum. A origem da decoração em nielo é atribuída aos Egípcios, mas foi desenvolvida na Idade Média, encontrando-se em uso até aos dias de hoje.